# Riders of the Dawn (1920)
Riders of the Dawn is een Amerikaanse western uit 1920 onder regie van Jack Conway.

## Verhaal
Als Kurt Anderson terugkeert uit Frankrijk na de oorlog, vraagt hij Lenore Anderson ten huwelijk. Het stel gaat samen graan verbouwen. Vervolgens wordt Kurt gevraagd om een knokploeg te leiden, die een bende radicale roervinken zal bevechten. Kurt wekt daardoor de toorn op van de bendeleider, die bovendien een oogje heeft op Lenore.

## Rolverdeling
| Acteur            | Personage       |
| ----------------- | --------------- |
| Roy Stewart       | Kurt Dorn       |
| Claire Adams      | Lenore Anderson |
| Joseph J. Dowling | Tom Anderson    |
| Robert McKim      | Henry Neuman    |
| Marie Messinger   | Kathleen        |
| Violet Schram     | Olga            |
| Arthur Morrison   | Olsen           |
| Marc Robbins      | Chris Dorn      |
| Fred Starr        | Nash            |
| Frank Brownlee    | Glidden         |